# Guasca Rugby Clube
O Guasca Rugby Clube é o terceiro clube de rugby union criado na cidade de Porto Alegre, Rio Grande do Sul, Brasil. Fundado no dia 20 de setembro de 2012. É filiado à Federação Gaúcha de Rugby.

## História
O Guasca Rugby Clube nasceu como ideia no dia 20 de setembro de 2012, na cidade de Porto Alegre, com a premissa de criar um clube orientado a manter fortemente vivos os valores do rugby, e com o objetivo de ser um clube diferenciado em organização, estrutura e desenvolvimento de novos jogadores no Rio Grande do Sul. A primeira diretoria do clube conta com Leonardo Vidal como presidente, Guilherme Silva como diretor administrativo, e Paulo Barbosa como diretor técnico.
O distintivo é composto com as cores do clube, dourado e preto, apresentando a figura do gaúcho empunhando a boleadeira.
"Sou bagual que não se entrega assim no más" frase da música 'Veterano' imortalizada na voz de Leopoldo Rassier é o grito de guerra do clube que é bradado ao final de cada treino e ao início e término de seus jogos, significando 'Sou guerreiro que não desiste nunca.' utilizando termos locais e informais.
No dia 17 de março de 2013 o clube realizou sua primeira partida em um amistoso contra o Planalto Rugby Clube time da cidade de Passo Fundo.  A partida foi realizada na Escola de Educação Física (ESEF) da UFRGS em Porto Alegre. A segunda partida foi no dia 6 de abril de 2013 um amistoso contra o Pampas Rugby Clube, o jogo foi realizado no  Parque do Trabalhador em São Leopoldo.
A primeira competição a ser disputada pelo clube foi o Torneio Pré-Gauchão de Rugby, que foi realizado no dia 21 de abril de 2013 e organizado pelo Guaíba Rugby Clube, com o apoio da Federação Gaúcha de Rugby e da Secretaria Municipal de Esporte e Juventude do Município de Guaíba. O clube veio a ser campeão desta competição que ano havia sido disputada no formato Rugby Union.

## Títulos
Categoria Adulto Masculino
- Torneio Pré-Gauchão de Rugby campeão 1 vez (2013)